# 9703 Sussenbach
9703 Sussenbach este un asteroid din centura principală de asteroizi.

## Descriere
9703 Sussenbach este un asteroid din centura principală de asteroizi. A fost descoperit pe 30 septembrie 1973 la Observatorul Palomar de Cornelis Johannes van Houten, Ingrid van Houten-Groeneveld și Tom Gehrels. Asteroidul prezintă o orbită caracterizată de o semiaxă mare de 2,33 ua, o excentricitate de 0,07 și o înclinație de 3,7° în raport cu ecliptica.